# Амір Барід-шах I
Амір Барід-шах I (д/н — 1542) — офіційно перший володар Бідарського султанату у 1527—1542 роках.

## Життєпис

### Правитель Бахмані
Син Касіма Баріда I. Замолоду звався Амір-хан, брав участь у військових діях батька. 1504 року після смерті Касім Баріда успадкував його посади вакіля (першого міністра) і мір-джумли. Намагався проводити політику свого батька щодо відновлення кордонів Бахманідського султанату. У 1505 році спільно з ахмеднагарським султаном Маліком Ахмадом Нізам-шахом I атакував біджапурського султана Юсуфа Аділ-шаха, проте зазнав поразки.
Також невдалою виявилося вторгнення 1509 року проти Віджаянагарської імперії, внаслідок чого магараджахіраджа Крішнадеварая захопив міста Гульбаргу та Бідар. Амір Барід від імені султана Махмуд-шаха визнав зверхність Віджаянагару. 1512 року підбурив Крішнадевараю захопити в Біджапурського султанату важливу Райчурську долину.
1514 року номінальний султан Махмуд-шах втік до берарського султана Імад-шаха, який рушив на фортецю Гульбарга, де отаборився Амір Барід. Перед битвою Махмуд-шах перебіг на бік останнього, що дозволило вакіля завдати поразки Імад-шаху, але той зумів зберегти військо й відступити до Берару.
1520 року повалив бахманідського султана Ахмад-шаха IV, поставивши на трон Мухаммад-шаха IV. 1521 року відбив напад біджапурського султана Ісмаїла Аділ-шаха. Близько 1522 року Амір Барід створив антибіджапурську коаліцію у складі Ахмеднагарського, Берарського і Голкондського султанатів, але вони зазнали невдачі.
1523 року повалив Мухаммад-шаха IV, поставивши на трон Валіуллу-шаха. 1525 року виступив на допомогу Ахмеднагарському султанату, але на шляху довідався про поразку голкондського війська, після чого відступив до Бідару. Тут біджапурський султан Ісмаїл Аділ-шах взяв у полон Аміра Баріда, коли той був п'яний. За договором погодився віддати Хамнабад і Бідар. Ісмаїл Аділ-шах урочисто увійшов у фортецю Бідар і сів на трон. Через деякий час Амір Барід відновив прихильність Ісмаїла Аділ-шаха і повернув собі Бідар.
1526 року повалив бахманідського султана Калімулла-шаха. 1527 року викрив таємне листування останнього з могольським падишахом Бабуром, після чого Калімулла втік до Біджапуру. Після цього Амір Барід оголосив себе султаном, прийнявши ім'я Амір Барід-шах I.

### Султанування
Невдовзі зайняв фортеці Махур і Рамгір, які належали Худаванд Хану, міністру Бахадур-шаха, султана Гуджарата. У відповідь союзник останнього — берарський султан Імад-шах — завдав поразщзки Амір Барід-шаху I, який вимушений був відступити. 1529 року доєднався до антигуджаратської коаліції у складі Ахмеднагарського і Берарського султанатів, яка в битві біля Бурханпура зазнала нищівної поразки від султана Бахадур-шаха. В результаті Амір Барід-шах I визнав зверхність Гуджарату, але суто номінально.
1530 року допоміг Біджапурському султанату захопити райчурську долину в Віджаянагарської імперії. За цим домовився про повернення Бідару в обмін на міста Кандар і Кальяні. Але отримиавши місто Бідар, відмовився віддавати обіцяні міста. У відповідь атаковано султаном Ісмаїлом Аділ-шахом, від якого зазнав поразки. У середині 1530-х роках позбувся залежності від Біджапурського і Гуджаратського султанатів. У 1534 році атакував володіння Біджапуру, але відступив, захопивши здобич. Помер 1542 року в Даулатабаді. Був похований у незавершеній гробниці серед гробниць Барід-Шахі в Бідарі. Йому спадкував син Алі Барід-шах I.